# ヒース (ソマリランド)
ヒース (Heis, ソマリ語: Xiis) はソマリランドのサナーグ州にある古い港町。この町は、内陸部との交易や情報交換に重要な役割を果たした。当時の主な交易物は乳香で、アラビア半島との交易が盛んだった。

## 歴史

### 古代
紀元1世紀頃の著作と言われるエリュトゥラー海案内記には「Mundus (古代ギリシア語: Μούνδος)」という貿易港が登場し、これがヒースのことだと言われている。
"マラオから2日、あるいは3日の航海で、ムンドゥスの市場町がある。船は海岸近くに突き出た島の後ろに安全に停泊できる。この地には先に述べたものが輸入され、同様にそこからは先に述べた商品とモクロトゥと呼ばれる香が輸出される。そして、ここに住む商人たちは、非常に喧嘩っ早い。—Chap.9.
ヒースの近くには様々なタイプのケアン（積石遺跡）が集まっている。
発掘調査では、1世紀から5世紀にかけての土器やローマ帝国時代のガラス製品の破片が出土している。その中には高品質のミルフィオリグラスがある。緑の背景に赤い花の円盤が重なった模様は西暦0から40年ごろの特徴である。また、周辺では古代の足付き容器の破片が発見されている。この破片は、西暦300-500年のアスワンまたは西暦500-600年の下部ヌビアで作られたと考えられており、ナイル川流域の王国との初期の交易関係を示唆している。

### 中世
アラブの伝説的な探検家イブン・マージドは、ソマリア北部の海岸にある都市として、ベルベラ、サアド・ディン諸島（ゼイラ諸島）、アルラ、ルグダ、メイト、エル・シェイク、エル・ダラドなどに加えてヒースについて報告している。

### 近代
イサック氏族の支族であるハバル・ジェロは、ヒースの近くの山から乳香を大量に収穫していた。この他、ゴムや皮革も取り扱った。彼らはこれをアラブ人やインド人と交易した。アラブ人やインド人はソマリア北岸を西に進んだため、ヒースやメイトは、ベルベラやゼイラよりも早く安く交易品を手に入れられる場所だった。
1885年から1900年にかけてのイギリス領ソマリランドの貿易はベルベラ、ブラハー、ゼイラの3港が中心だったが、ヒースなどの非主要港でも貿易額は増加している。ただしソマリア北東部でサイイド・ムハンマド・アブドゥラー・ハッサンがイギリスに対して大規模な反乱を起こしたので、1900年から1902年にかけて貿易額は減少した。
イギリス領ソマリランドの時代の記録によると、ヒースは東のメイトと並んで数十万枚の皮革を扱う商業地であり、ハバル・ジェロの商人はダウ船でこれらをベルベラに運んだいる。また、ヒースはアラビア半島のアデンとも交易をしており、1903年には200万ルピーにも達していた。Habr Je'loの商人がダウ船でベルベラに運んだ16,000枚のなめし皮の主要な輸出先となっている。また、HeisはAdenに大量の皮と羊を輸出した。また、ヘイスはアラビア沿岸やソマリ西部の港から大量の商品を輸入し、1903年には200万ルピー近くに達していた。
ヌガール渓谷を目指していたイギリスの探検家ジョン・ハニング・スピークはヒースを探検し、その様子は次のように描写されている。
スピーク中尉は上陸することなく、沿岸を通ってブンダー・ヒースまで行き、そこで岸に上がった。ヒースはMusa Abokrに属する港である。そこには「砦」があり、平屋で屋根が平らな石と泥でできた約20フィート (6.1 m)四方の家で、ソマル（ソマリ人）だけが重要視する芸術的な建造物の一つである。ヒースの勇者達はマスケットも大砲も持たない。この「町」は6つの泥小屋で構成されており、そのほとんどが骨格だけである。停泊地は浅いが、一部は丘の突起で守られており、海には魚が豊富にいる。ここには4隻のBuggaloes（先住民の船）が停泊しており、Dumbahの羊とこの地の主食である澄ましバターの積荷を待っていた。ヒースはアデンやモカなどアラビア各地に輸出しており、ドームヤシなどの木の葉を使ってマットを製造している。スピーク中尉は、この地のAgil（小酋長）であるAliの歓迎を受け、旅人に2頭の羊を贈った。—Sir Richard Francis Burton、First Footsteps in East Africa, Or, An Exploration of Harar

### 近現代
クーデターで政権に就いたソマリアの第3代大統領モハメド・シアド・バーレは、ソマリア内戦直前にソマリア北西部に住むイサック氏族を弾圧した。その一環として、イサック氏族居住地の主要港であるベルベラ港を閉鎖した。そのため、メイト、ヒース、ラス・コレー、ゼイラなどの小規模な港が家畜の輸出に使われたが、ベルベラ港を使える時に比べるとソマリア北西部の貿易量は大きく減少した。
2011年、ノルウェー科学技術大学のAndreas Bruvik Westbergは、修士論文の中で「ソマリア北岸では海賊行為が横行しているが、ゼイラ、ベルベラ、ヒース、メイトなどの港町では牧畜が盛んで収入基盤が安定しているという社会背景があり、海賊が少ない」と論じている。
2013年、当時のソマリア北岸の小さな港町ではよくあったことだが、ヒースもまたすぐ近くのメイトと共に兵器密輸業者の交易港として利用されている。
2017年1月、ヒースとメイトからの船が漁場を荒らすからという理由で、ソマリランド西部のルヒア、Buluxaar、ベルベラなどの港がこれらの船の寄港を禁止し、ソマリランド政府に対策を訴えた。
2020年11月、ヒースはサイクロン・ガティの被害を受け、50時間以上の雨により、海上輸送設備と道路が被害を受けた。

## 人口動態
この町には、イサック氏族のハバル・ジェロ支族のウドゥルフミーン支族が住んでいる。
この地域は極めて暑いため、夏を中心とした半年ほどは山岳地帯に住み、残りの半年を海岸近くで過ごす。

## 主要人物
- 地元長老（Odayaasha Deegaanka Xiis）
  - Cumar Xaaji Faarax[20]